# Pipa aureolada
La pipa aureolada (Trithemis kirbyi) és una espècie d'odonat anisòpter de la família Libellulidae àmpliament distribuïda pel Vell Món i present a Catalunya.

## Distribució
Trithemis kirbyi es troba a Algèria, Angola, Benín, Botswana, Burkina Faso, el Txad, Illes Comores, la República Democràtica del Congo, Costa d'Ivori, Egipte, Etiòpia, Gàmbia, Ghana, Guinea, Kenya, Libèria, Madagascar, Malawi, Marroc, Moçambic, Namíbia, Nigèria, Senegal, Somàlia, Sud-àfrica, el Sudan, Tanzània, Togo, Uganda, Sàhara Occidental, Zàmbia, Zimbàbue, i possiblement Burundi. És també present al sud d'Europa, l'Orient Mitjà, les Illes de l'Oceà Índic i al sud d'Àsia i l'Índia.
És una espècie present a la península Ibèrica que ja ha arribat a Catalunya; la primera observació fou el 2012 al riu Algars (Terra Alta).

## Descripció i ecologia
L'adult mesura 3,2-3,6 cm de longitud, amb una envergadura alar de 5,8 cm.
És una de les libèl·lules africanes més comunes; els seus hàbitats naturals són boscos de terres baixes humides subtropicals o tropicals, sabana seca, la sabana humida, matoll sec subtropical o tropical, matoll humit subtropical o tropical, rius, i cavitats interiors.

## Galeria

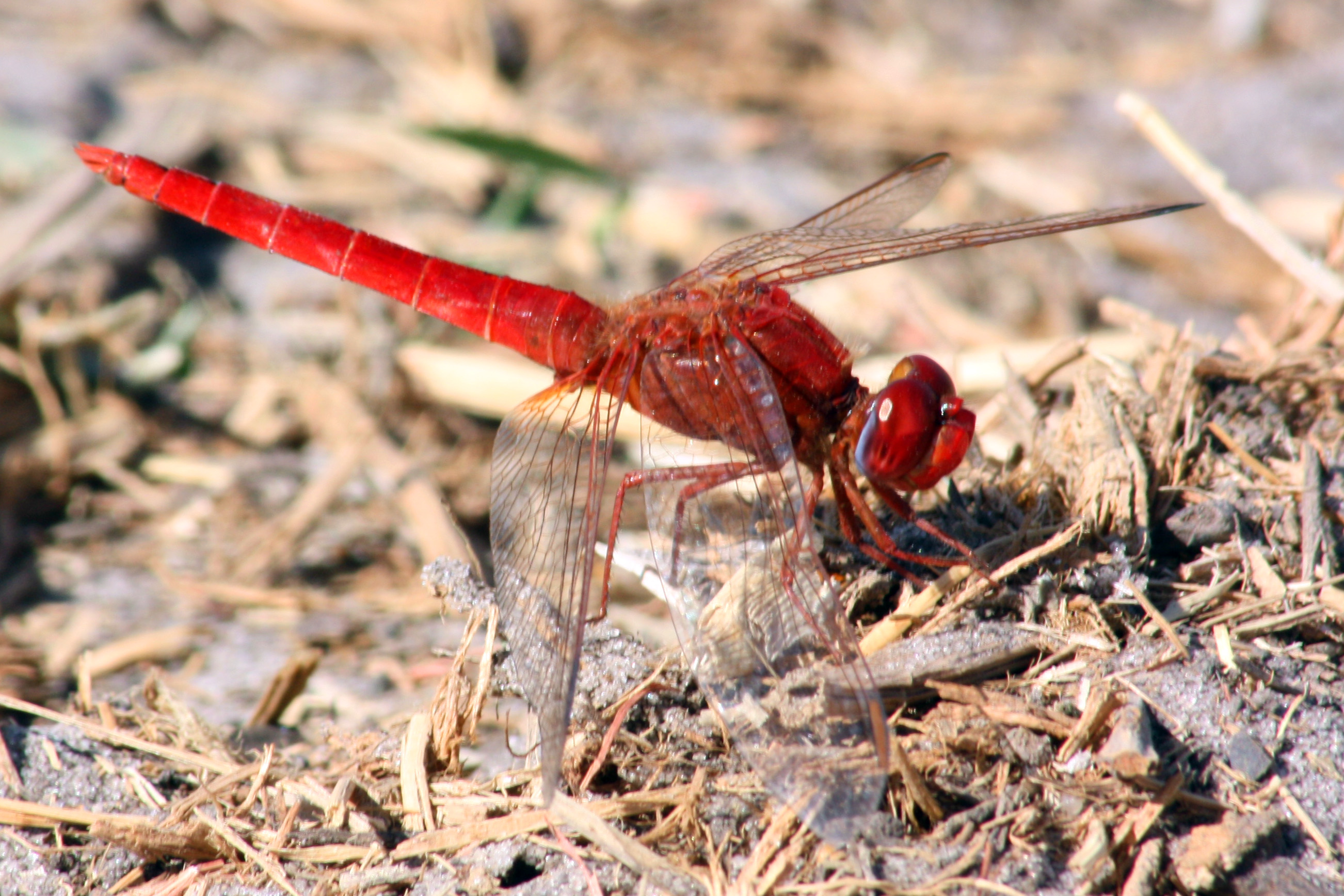
Mascle, Okavango Delta, Botswana
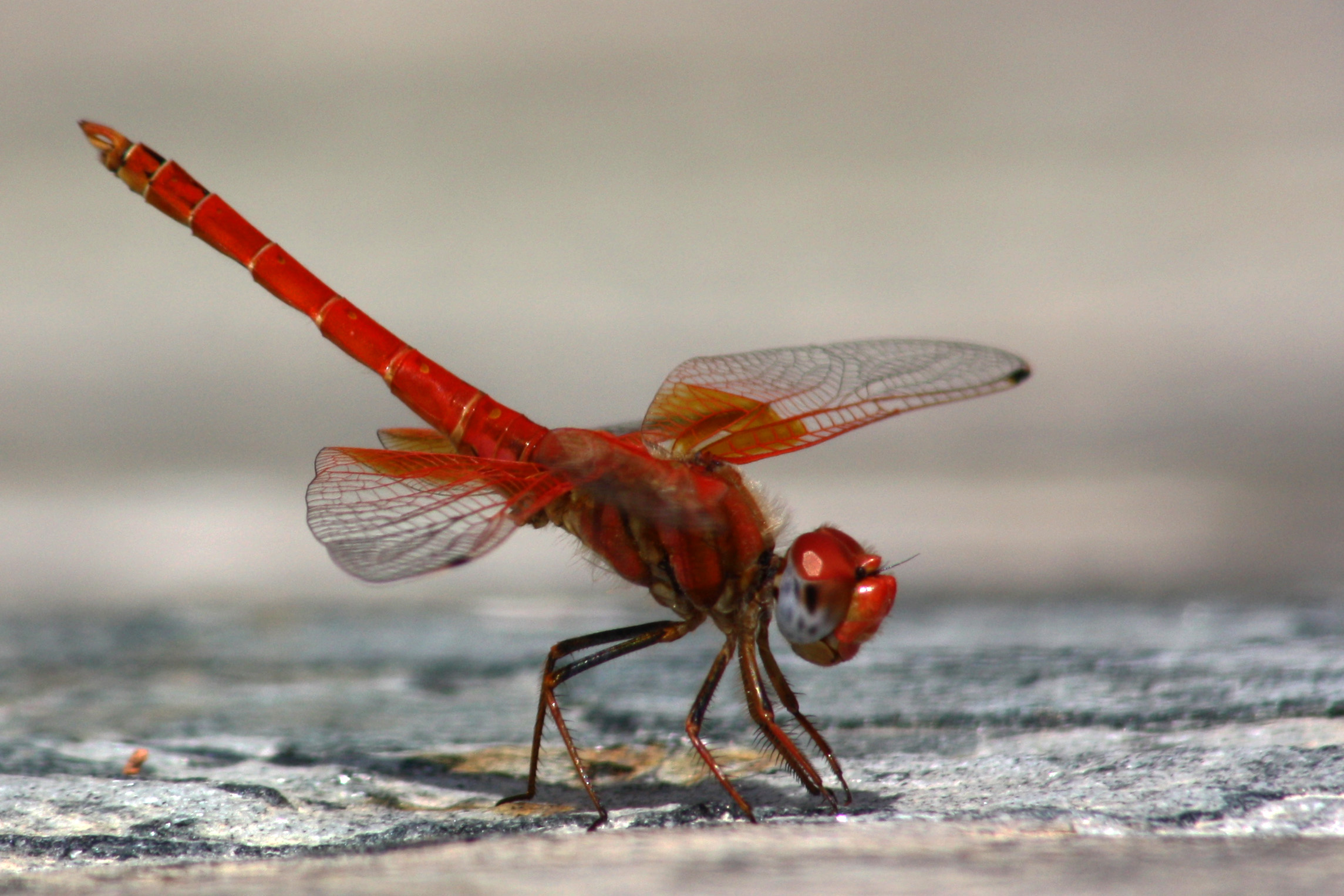
Mascle, Zighy Badia, Península de Musandam, Oman
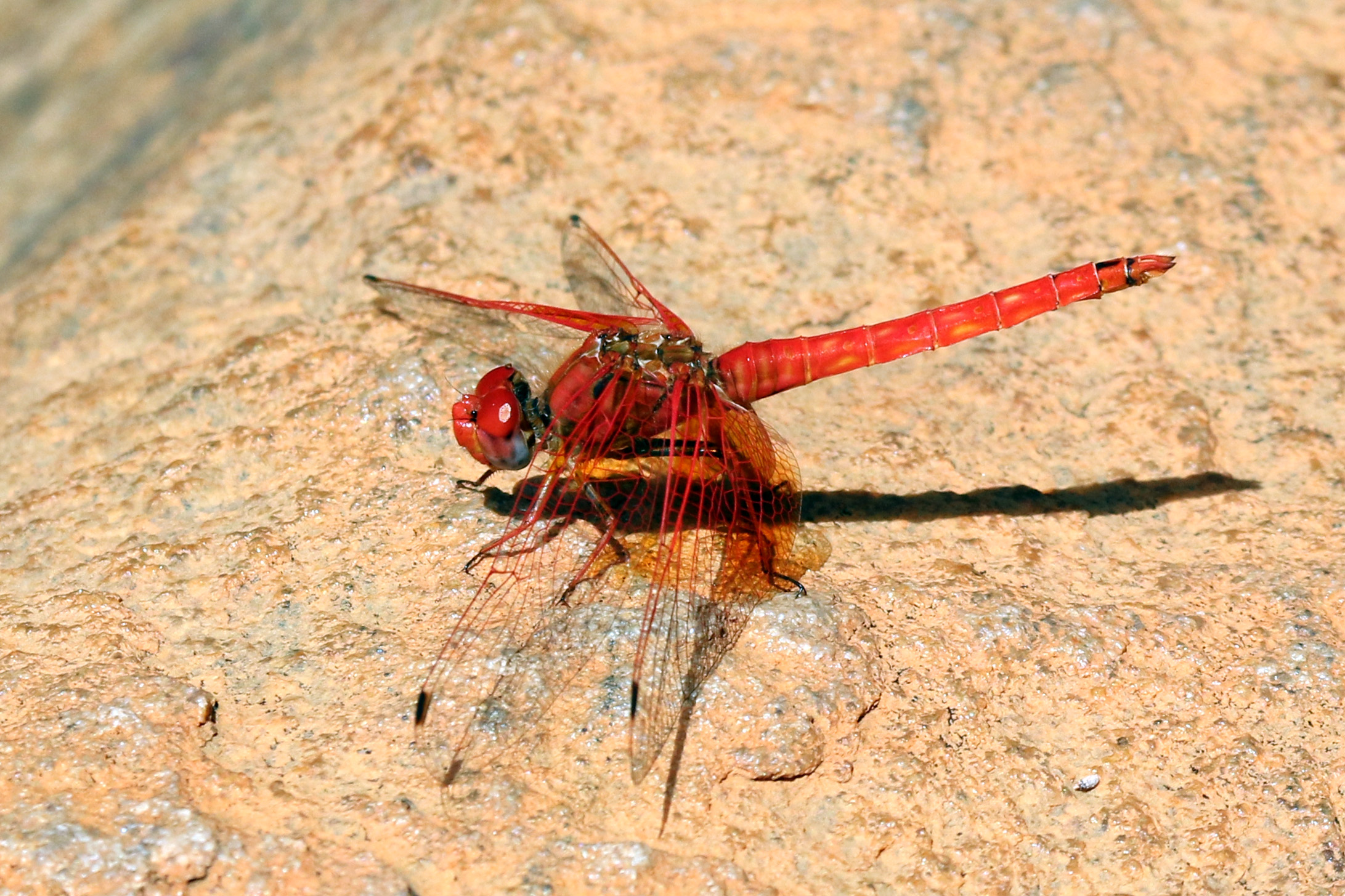
Mascle, Reserva Tswalu Kalahari, Sud-àfrica